# Эльман, Андрей Петрович
Андрей Петрович Эльман — советский хозяйственный, государственный и политический деятель.

## Биография
Родился в 1903 году в Елабуге. Член КПСС с 1919 года.
С 1924 года — на хозяйственной, общественной и политической работе. В 1924—1968 гг. — ответственный секретарь районного комитета КП(б) Беларуси, ответственный секретарь городского комитета КП(б) Беларуси, директор Гомельского государственного педагогического института имени В. П. Чкалова, 2-й секретарь Гомельского областного комитета КП(б) Беларуси, 2-й секретарь Белостокского областного комитета КП(б) Беларуси, секретарь Белостокского областного комитета КП(б) Беларуси по пропаганде и агитации, 3-й секретарь Новосибирского областного комитета ВКП(б), 1-й секретарь Белостокского областного комитета КП(б) Беларуси, секретарь Гродненского областного комитета КП(б) Беларуси по пропаганде и агитации, заместитель председателя СМ Белорусской ССР, 
заместитель председателя Исполнительного комитета Полесского областного Совета, директор, ректор Мозырского государственного педагогического института имени Н. К. Крупской.
Избирался депутатом Верховного Совета Белорусской ССР.
Умер в Мозыре в 1995 году.